# NN-84
La carretera NN‑84 es una vía colectora secundaria que se localiza en el municipio de La Dalia, en el departamento de Matagalpa. Conecta comunidades rurales del norte con la cabecera municipal, fortaleciendo la red vial departamental.

## Trazado y cruces
| km  | Localidad / Punto   | Departamento | Conexión / Ruta |
| --- | ------------------- | ------------ | --------------- |
| 0,0 | San Jerónimo        | Matagalpa    | Camino rural    |
| 4,2 | Comunidad Las Lomas | Matagalpa    |                 |
| 8,7 | La Dalia            | Matagalpa    | NN 83 , NIC 3   |

## Coordenadas
Uno de los tramos de la NN‑84 puede ser encontrado en las coordenadas: 13°08′48″N 85°39′49″O / 13.1468, -85.6635